# Liste von Bergen in Gabun
Dies ist eine Liste von Bergen in Gabun:
| Höhe   | Name          | Region        | Koordinate            | Bemerkung |
| ------ | ------------- | ------------- | --------------------- | --------- |
| 1070 m | Mont Bengoué  | Ogooué-Ivindo | 00° 56′ N, 013° 40′ O |           |
| 0972 m | Mont Iboundji | Ngounié       | 01° 40′ S, 012° 01′ O |           |